# Nied (Fluss)
Die Nied (lateinisch Nita, im Ober- und Mittellauf: Nied Française, deutsch: Französische Nied) ist ein linker Nebenfluss der Saar, der in der französischen Region Grand Est und im deutschen Bundesland Saarland grenzüberschreitend verläuft.

## Name
Um das Jahr 800 wurde der Fluss als Nida erstmals schriftlich erwähnt. Der Gewässername dürfte auf keltische Wurzeln (*Nidā ein Verbalsubstantiv zum indogermanischen Verb *neid- für 'fließen, strömen') zurückzuführen sein.

## Geographie

### Verlauf
Die Nied entspringt im Gemeindegebiet von Marthille (Marthil) im Département Moselle und entwässert unter dem Namen Nied Française zunächst in generell nordwestlicher Richtung. Östlich von Metz wendet sie sich nach Nordost und erreicht den Ort Condé-Northen (dt.: Contchen-Northen), wo von rechts ihr Schwesterfluss Nied Allemande (dt.: Deutsche Nied) einmündet. Ab hier ändert sich ihr Name auf Nied, und sie quert nach einer Strecke von 97 Kilometern zwischen Guerstling und Niedaltdorf die Staatsgrenze zwischen Frankreich und Deutschland. Nach weiteren 17 Kilometern auf deutschem Hoheitsgebiet mündet sie nach einer Gesamtlänge von 114 Kilometern im Gemeindegebiet von Rehlingen-Siersburg von links in die Saar.

### Zuflüsse
Die Nebengewässer der Nied mit mindestens 10 km Länge sind:
- Nied Allemande (Deutsche Nied, 58 km)
- Ruisseau la Rotte (Rotte, 23 km)
- Ruisseau Remel (Remel, 15 km)
- Ruisseau l’Anzelingerbach (15 km) bei Anzeling
- Ruisseau l’Ellbach (Ellbach, 14 km)
- Ruisseau l’Elme (Elme, 10 km)
- Ruisseau de Viviers (Weiherbach, 10 km) bei Viviers

(Ruisseau bedeutet: Bach)

### Orte am Fluss
Frankreich:
- Marthille (Marthil)
- Rémilly (Remelach)
- Courcelles-sur-Nied (Courcelles an der Nied)
- Pange (Spangen)
- Pont-à-Chaussy (Kalscherbruck), Gemeinde Courcelles-Chaussy (Kurzel)
- Condé-Northen (Contchen-Northen)
- Freistroff (Freisdorf)
- Bouzonville (Busendorf)
- Filstroff (Filsdorf)
- Guerstling (Gerstlingen)

Deutschland:
- Niedaltdorf
- Hemmersdorf
- Siersburg
- Eimersdorf

## Tourismus
Das ehemalige französische Arrondissement Boulay-Moselle wurde touristisch als das Niedland (Pays de Nied) vermarktet.
Von der Niedmündung bei Rehlingen bis zum Niedbogen bei Niedaltdorf führt der 23 Kilometer lange Niedtal-Radweg.

## Sprachgrenze im Umfeld der Nied
Zwischen den beiden Schwesterflüssen, der Deutschen und der Französischen Nied, verläuft die Sprachgrenze zwischen moselfränkischem Dialekt und französischen Dialekten und somit auch die deutsch-französische Sprachgrenze.